# Список медиа по франшизе Critical Role
За время существования одноимённого шоу под брендом Critical Role вышло множество разнообразного контента. Для целей этой статьи под «медиа» понимается контент, созданный Critical Role LLC, связанными с ней компаниями либо же иными компаниями, имевшими на то лицензию, который сюжетно или атмосферно (в случае музыки) развивает сеттинг шоу — Экзандрию (мир, регионы, персонажей и т. д.) либо же строится на использовании в сюжете и/или визуальном оформлении отдельных узнаваемых его элементов, и не входит в рамки самого шоу, а также контент, связанный с побочными кампаниями/ваншотами/шоу или посвященный созданию веб-сериала, а также игры от издательства Darrington Press, которые могут быть непосредственно не связаны с Экзандрией. Мерчендайз не входит в этот список.

## Анимация

### The Legend of Vox Machina
Изначально проект задумывался исключительно как краудфандинговый и должен был стать лишь анимационным эпизодом (в исполнении студии Titmouse Studios), охватывающим одну историю из части первой кампании, проходившей до начала стрима. Но успех сбора был настолько ошеломительным, что хронометраж первого сезона был расширен до 10 серий, уже переходящих на известные фанатам события, а подключившийся к сериалу впоследствии дистрибьютор Amazon Studios добавил ещё две и профинансировал и второй сезон.
Первый сезон «Легенды» вышел в январе-феврале 2022 года, второй — в январе-феврале 2023, третий — в октябре 2024 года.

### Mighty Nein
Экранизация второй кампании от дочерней студии Critical Role Metapigeon и анимационной студии Titmouse. Дата выхода пока неизвестна.

## Собственные настольные ролевые системы
Если не указано обратное, все игры в этом разделе изданы Darrington Press.

### A Familiar Problem
Авторы: Мариша Рэй, Грант Хоуитт
Год выхода: 2022
Бесплатная игра, вышедшая в рамках Free RPG Day и развивающая идею одностраничных игр Гранта Хоуитта; она посвящена группе зверей-фамильяров, отправляющихся на квест, чтобы доказать, что они готовы к приключениям.

### Candela Obscura
Авторы: Талесин Джаффе, Крис Локи, Спенсер Старк, Роуэн Холл
Год выхода: 2023
Настольная ролевая игра, использующая в качестве основы систему Illuminated Worlds. В рамках игры игроки смогут попробовать себя в роли членов тайного общества Кандела Обскура, расследующих паранормальные явления, происходящие в выстроенном на обломках древней цивилизации городе Ньюфэйр.
Система удостоилась смешанных отзывов: похвалу получили инструменты безопасности игры, художественное оформление и вариантивность опций в арсенале игроков, но игра подверглась критике за недостаточную проработку сеттинга и ориентированность скорее на настольно-ролевые стримы, нежели на обычных ДМов и игроков.

### Daggerheart
Год выхода: 2025
Настольная ролевая игра, использующая броски 2d12, предназначенная для продолжительных кампаний с прогрессом в развитии персонажей.
Весной 2024 года игра вышла в открытый бета-тест, который закончился в конце июля. Игра вышла 20 мая 2025 года; основной набор игры стал бестселлером на Amazon в разделе «Фэнтези-гейминг».

### Illuminated Worlds
Авторы: Страш Ачимович, Лейла Эдельман
Год выхода: неизвестен
Настольная ролевая игра, использующая кости d6 и предназначенная для коротких кампаний формата арок.

## Материалы для сторонних ролевых систем

### Critical Role: Tal’Dorei Campaign Setting
Авторы: Мэттью Мерсер, Джеймс Хэк
Издательство: Green Ronin Publishing
Год выхода: 2017
Первое руководство по сеттингу от мастера Critical Role посвящено континенту Тал’Дорей, на котором происходила первая кампания шоу. В руководстве уже были учтены изменения, которые Вокс Макина (партия игроков из первой кампании) привнесла в мир. Помимо информации о значимых персоналиях, местах и истории континента в руководстве были представлены новые подклассы, предыстории, черты, магические предметы и монстры для пятой редакции Dungeons & Dragons.

### Explorer’s Guide to Wildemount
Авторы: Мэттью Мерсер, Крис Локи, Джеймс Интрокасо, Джеймс Хэк
Издательство: Wizards of the Coast
Год выхода: 2020
Руководство по континенту Уайлдмаунт — месту действия второй кампании, и его состояние приводится на момент окончания её первой трети. Помимо лора, новых рас, подклассов, предысторий, монстров и предметов книга ввела совершенно новую для пятой редакции D&D школу магии — дюнамантию.
В момент выхода книга достигла топа бестселлеров Amazon в разделе «Все книги».

### DOOM Eternal: Assault on Armaros Station
Авторы: Мэттью Мерсер, Крис Локи, Айвен ван Норман
Год выхода: 2020
Приключение, использованное в спонсорском ваншоте по мотивам игры Doom Eternal, совместимое с правилами пятой редакции D&D. Выпущено было только в цифровом формате, поскольку помимо текста приключения включало в себя аудиофайлы, записанные Дарином де Полом, актёром озвучки Сэмюэла Хайдена в игре.

### Tal’Dorei Campaign Setting Reborn
Авторы: Мэттью Мерсер, Ханна Роуз, Джеймс Хэк
Издательство: Darrington Press
Год выхода: 2022
Переиздание Critical Role: Tal’Dorei Campaign Setting обновило и расширило сведения о Тал’Дорее соответственно изменениям, произошедшим между первой и второй кампаниями, а также пролило свет на будущее персонажей каста в первой кампании после её окончания. Были добавлены дополнительные игровые опции (подклассы, предметы и т. д.) помимо существовавших в первоначальном варианте руководства.
Руководство выиграло золотую награду в номинации «Лучший сеттинг» на ENnie Awards в 2022 году.

### Call of the Netherdeep
Авторы: Макензи Де Армас, ЛаТиа Джакиз, Кассандра Ко, Сэйди Лоури
Издательство: Darrington Press
Год выхода: 2022
Первый приключенческий модуль, события которого происходят в Экзандрии, и первая книга для настольных ролевых игр от Critical Role, в которой не освещались локации и/или персонажи, задействованные в идущей на тот момент в эфире (третьей) кампании веб-шоу. Модуль предлагает игрокам отправиться в путешествие из пустошей региона Йорхас на континент Маркет и оттуда попасть в место под названием Невердип, чтобы там встретиться с человеком из преданий времён Катаклизма.
Руководство помимо необходимых для приключения опций и лора вводит механику «соперников» — партии, управляемой Мастером подземелий и стремящейся к той же цели, что и партия игроков, и с которой у персонажей игроков могут сложиться самые разнообразные взаимоотношения.

## Книги

### The World of Critical Role: The History Behind the Epic Fantasy
Автор: Лиз Маршам
Издательство: Ten Speed Press
Год выхода: 2020
«Вводная» компиляция для тех, кто только начал интересоваться шоу Critical Role: она рассказывает историю возникновения шоу, биографии каста, краткие сведения об их персонажах, сведения об Экзандрии, рассказы о закадровых моментах и сложившемся фандоме шоу и так далее.
Книга вошла в топ-10 бестселлеров The New York Times в разделе Advice, How-To & Miscellaneous.

### Vox Machina: Kith & Kin
Автор: Марике Нийкамп
Издательство: Del Rey Books
Год выхода: 2021
Приквел первой кампании, рассказывающий историю близнецов Вакс’илдана (персонаж Лиама О’Брайена) и Векс’алии (персонаж Лоры Бэйли) вплоть до встречи с партией Вокс Макина.

### The Nine Eyes of Lucien
Автор: Мэделин Ру
Издательство: Del Rey Books
Год выхода: 2022
Книга повествует о Люсиене — личности, чьё тело впоследствии досталось персонажу Талесина Джаффе, Моллимоку Тилифу.
Роман сразу же после выхода занял первое место на Amazon в разделе Movie, TV & Video Game Tie-In Fiction.

### Exquisite Exandria: The Official Cookbook of Critical Role
Авторы: Лиз Маршам, Джесси Шевчик, Сюзан Ву, Аманда Йи
Издательство: Random House Worlds
Год выхода: 2023
Книга рецептов блюд, упомянутых непосредственно в Critical Role или же вдохновлённых персонажами и локациями Экзандрии. Сборник в день выхода, 29 августа 2023 года, занял первое место на Amazon в категории Science Fiction, Fantasy & Horror Television.

### What Doesn’t Break
Автор: Кассандра Ко
Издательство: Random House Worlds
Год выхода: 2024
Новелла рассказывает о том, что происходило с Ладной, персонажкой третьей кампании, задолго до её начала, после того, как она была убита четой Брайарвудов и вывешена в качестве устрашения для прибывшей в город Вокс Макины.

### Vox Machina: Stories Untold
Авторы: Джесс Барбер, Мартин Кэхилл, Ребекка Коффиндаффер, Аабрия Айенгар, Сара Гленн Марш, Рори Пауэр, Нибедита Сен, Иззи Уоссерстин, Сэм Мэггс, Кендра Уэллс
Издательство: Del Rey Books
Год выхода: 2025
Антология из 10 рассказов о Вокс Макине с точки зрения её соратников и антагонистов — Шона Гилмора, Тринкета, Райшан и прочих, предваряемая предисловием от Лиама О'Брайена.

### Der Katzenprinz & Other Zemnian Tales
Автор: Лиам О'Брайен
Издательство: Insight Editions
Год выхода: 2025
Сборник вымышленных экзандрийских сказок, включающий в себя в том числе дефикционализацию сказки Der Katzenprinz.

### Tusk Love
Автор: Теа Гуанзон
Издательство: Random House Worlds
Год выхода: 2025
Дефикционализация вымышленного экзандрийского любовного романа Матильды Мерсерии Tusk Love. Роман сразу же после выхода вошёл в топ-10 на Amazon в разделе TV, Movie & Video Game Tie-In Fiction и Romantic Adaptations, а также стал бестселлером по версии The New York Times в разделе Hardcover Fiction.

### Smiley Day!: A Good Advice Book From Your Favorite Robot Therapist
Автор: Сэм Ригел
Издательство: Random House Worlds
Год выхода: 2025
Пародийная мотивирующая книга с советами от лица персонажа Сэма в третьей кампании, Свежескошенной Травы. Сразу после анонса книга заняла первое место на Amazon в разделе "Self-help & Psychology Humor".

## Комиксы

### Vox Machina Origins
Авторы и художники: Мэттью Мерсер, Мэтт Колвилл (1 том), Джоди Хаузер (2-4 тома), Оливия Самсон (1-3 тома), Ноа Хейз (4 том)
Издательство: Dark Horse Comics
Годы выхода: 2017—2025
Комикс-приквел о приключениях Вокс Макины во времена не попавшей на стрим домашней части кампании, с момента встречи партии в городе Стилбен.

### The Mighty Nein Origins
Авторы и художники: Джоди Хаузер, Тайлер Уолпол (выпуск на Free Comic Book Day 2021 под одной обложкой с The Witcher); Сэм Мэггс, Лора Бэйли, Мэттью Мерсер, Хантер Боньон (выпуск про Джестер Лаворр); Джоди Хаузер, Лиам О’Брайен, Мэттью Мерсер, Селина Эспириту (выпуск про Калеба Видогаста); Сесил Каселлуччи, Эшли Джонсон, Мэттью Мерсер, Уилл Кёркби (выпуск про Яшу Найдорин); Кевин Бёрк, Крис Уайатт, Трэвис Уиллингхэм, Мэттью Мерсер, Селина Эспириту (выпуск про Форда Стоуна); Сэм Мэггс, Сэм Ригел, Мэттью Мерсер, Уилл Кёркби (выпуск про Нотт, Отважную); Джоди Хаузер, Талесин Джаффе, Мэттью Мерсер, Хантер Боньон (выпуск про Моллимока Тилифа); Мэ Кетт, Мариша Рэй, Мэттью Мерсер, Гильерме Балби (выпуск про Борегар Лайонетт); Талесин Джаффе, Мэттью Мерсер, Кендра Уэллс, Селина Эспириту (выпуск про Кадуцея Клэя); Сэм Мэггс, Леонардо Сино, Летиция Кадоничи (выпуск на Free Comic Book Day 2025 под одной обложкой с Black Hammer)
Издательство: Dark Horse Comics
Годы выхода: 2021—2025
Серия одинарных расширенных комиксов-приквелов о предысториях персонажей второй кампании из партии Могучая Девятка (англ. The Mighty Nein) до момента их встречи в городе Тростенвальд.

### Tales of Exandria
Антология серий комиксов о важных персоналиях и локациях Экзандрии.

#### The Bright Queen
Авторы и художники: Мэттью Мерсер, Дарси ван Полгист, CoupleofKooks
Издательство: Dark Horse Comics
Годы выхода: 2021—2022
Мини-серия повествует о правительнице из Династии Кринов Ясной Королеве Лейлас Крин и её бессменной на протяжении многих реинкарнаций спутнице Куане и событиях, произошедших после того, как они попытались заполучить очередной Маяк — важный для Династии артефакт.

#### Artagan
Авторы и художники: Сэм Мэггс, Мэттью Мерсер, Авив Ор
Издательство: Dark Horse Comics
Год выхода: 2024
В ходе суда над собой архифей Артаган рассказывает Благому и Неблагому двору фей о том, как озарял различные миры своей мудростью и покровительством. Но у свидетелей может быть свой взгляд на его деяния, и трикстеру может грозить суровое наказание.

### The Legend of Vox Machina: Whitestone Chronicles
Авторы и художники: Марике Нийкамп, Тайлер Уолпол
Издательство: Dark Horse Comics
Годы выхода: запланировано с 2024 года
Серия комиксов-приквелов анимационного сериала The Legend of Vox Machina. На текущий момент анонсирован только первый выпуск про сообщницу четы Брайарвудов Анну Рипли.

### Midst: Address Unknown
Авторы и художники: Колин Лоример, Алехандро Арагон
Издательство: Dark Horse Comics
Год выхода: 2024
Комикс во вселенной подкаста MIdst. Когда самодельный космический корабль Роуэн и Огдена Шируотеров терпит крушение на таинственном небесном теле под названием Мидст, брат убеждает сестру начать новую жизнь на новом месте. Но неизведанный мир таит опасности, которые проверят на прочность как их родственные узы, так и их волю к жизни.

### Midst: The Valorous Farmer
Авторы и художники: Жасмин Уоллс, Авив Ор
Издательство: Dark Horse Comics
Год выхода: 2024
Комикс во вселенной подкаста MIdst. Долгие годы Хильдебранд держали свою семейную ферму одни, уповая только на свой древний грузовичок, несколько живущих далеко соседей и свой здравый смысл. Когда с ними случается череда неприятностей, им приходится идти на крайние меры, чтобы сохранить дело. Но источник всех бед ещё не закончил с Хильдебранд, хотя их жизнь только начинает разваливаться…

### Midst: Ripples
Авторы и художники: Кендра Уэллс, Вэш Тейлор
Издательство: Dark Horse Comics
Год выхода: 2025
Комикс во вселенной подкаста MIdst. Какой-то странный яркий объект упал в лесах за городом Фриск, и после этого в нём начали происходить непостижимые вещи. Десятилетний Дэггл заинтересован таинственным явлением. Его интерес пугает горожан, но в итоге он может стать ключом ко всему, когда в город прибывают и другие гости.

## Настольные игры

### Оригинальные игры от издательства Darrington Press
- Uk’otoa — Джеб Хэйвенс, Габриэль Хикс (2021)

Игра, в которой моряки из разных фракций пытаются выжить на корабле, стремительно поглощаемом грозным левиафаном Ук’отоа.
- Till the Last Gasp — Уилл Хайндмарч, Алекс Робертс (2023)

Повествовательная игра о драматичном противостоянии персонажей (в том числе из Вокс Макины) двоих игроков, где в центре внимания будут не только боевые умения врагов, но и их внутренние переживания.
- Queen of Midnight — Кайл Шайр (2023)

Колодостроительная игра-«королевская битва» о борьбе принцесс за звание «королевы полуночи». Первые тиражи игры, представленные на выставке настольных игр Gen Con 2023, были полностью распроданы в каждый из дней.
В ноябре 2024 к игре выйдет дополнение Quarter Past.
- Caper Cards: Bells Hells — Мэнни Вега (2023)

В ходе игры игрокам нужно собрать партию из персонажей третьей кампании, которая должна будет провернуть виртуозное ограбление.
- For the Queen — Алекс Робертс (2024)

Переиздание игры, первоначально выпущенной издательством Evil Hat Productions. Коллаборативная повествовательная игра, где игроки совместно рассказывают историю о королеве, отправляющейся в соседнюю страну, чтобы заключить альянс.
- Solar Gardens (2025)

Игра для 2-5 игроков, выступающих в роли архитекторов, сооружающих сад на крыше в гармонии с природой.

### Дополнения к играм сторонних издательств

#### Munchkin: Critical Role
Издательство: The Op Games
Год выхода: 2021
Дополнение к игре Манчкин, в котором используются персонажи, NPC, магические предметы и другие атрибуты из второй кампании шоу.

#### Clue
Издательство: The Op Games
Год выхода: 2022
В дополнении к игре Clue игрокам нужно выяснить, на кого из членов Могучей Девятки (The Mighty Nein), где и когда будет совершено нападение в ходе Праздника урожая.

#### Mad Libs
Автор: Лиз Маршам
Издательство: Mad Libs
Год выхода: 2022
Тематическое дополнение к игре Mad Libs, где игрокам нужно заполнять пропуски в тексте, посвящённом D&D и Critical Role.

## Музыка

### Альбомы
| Название                                                                            | Исполнитель                                              | Чарты | Чарты | Чарты | Чарты | Чарты | Чарты | Чарты | Чарты | Чарты | Чарты | Чарты | Чарты | Чарты | Чарты | Чарты | Чарты | Примечание                                                                                     |
| ----------------------------------------------------------------------------------- | -------------------------------------------------------- | ----- | ----- | ----- | ----- | ----- | ----- | ----- | ----- | ----- | ----- | ----- | ----- | ----- | ----- | ----- | ----- | ---------------------------------------------------------------------------------------------- |
| Название                                                                            | Исполнитель                                              | US    | GB    | CA    | AU    | BR    | CH    | DE    | DK    | FI    | FR    | IE    | MX    | NZ    | TR    | SE    | ZA    | Примечание                                                                                     |
| UnDeadwood (Chapter I Soundtrack)                                                   | Джейсон Чарльз Миллер                                    | —     | —     | —     | —     | —     | —     | —     | —     | —     | —     | —     | —     | —     | —     | —     | —     | саундтрек к мини-кампании UnDeadwood                                                           |
| The Legend of Vox Machina (Amazon Original Series Soundtrack)*                      | Нил Акри, Сэм Ригел и Mr. Fantastic                      | 21    | 38    | 21    | 34    | —     | 79    | —     | —     | —     | —     | —     | —     | —     | —     | 13    | —     | саундтрек к 1 сезону сериала The Legend of Vox Machina                                         |
| Welcome to Tal’Dorei (Critical Role Soundtrack)                                     | Critical Role, Колм МакГиннесс, Омар Фадел, Hexany Audio | 5     | 32    | 4     | 24    | 7     | —     | —     | —     | —     | —     | —     | —     | —     | —     | —     | 6     | сборник музыки, в том числе используемой на стримах Critical Role                              |
| Welcome to Wildemount (Critical Role Soundtrack)                                    | Critical Role, Колм МакГиннесс, Омар Фадел, Hexany Audio | 6     | 18    | 5     | 33    | 16    | —     | —     | —     | —     | 85    | —     | —     | —     | —     | 6     | —     | сборник музыки, в том числе используемой на стримах Critical Role                              |
| The Legend of Vox Machina: Season 2 (Music from the Original Series on Prime Video) | Нил Акри, Сэм Ригел и Mr. Fantastic                      | 28    | 64    | 12    | 28    | —     | —     | 123   | —     | —     | —     | 13    | —     | 9     | —     | —     | —     | саундтрек к 2 сезону сериала The Legend of Vox Machina                                         |
| Candela Obscura (Official Show Soundtrack)                                          | Critical Role, Колм МакГиннесс                           | —     | —     | 95    | —     | —     | —     | —     | —     | —     | 81    | —     | —     | —     | —     | —     | —     | саундтрек к шоу Candela Obscura                                                                |
| The Legend of Vox Machina: Season 3 (Prime Video Original Series Soundtrack)        | Нил Акри, Сэм Ригел и Habib                              | 51    | 69    | 132   | 81    | —     | —     | 154   | —     | —     | —     | —     | —     | —     | 119   | —     | —     | саундтрек к 3 сезону сериала The Legend of Vox Machina                                         |
| Critical Role Presents: Winter's Crest (A Holiday Album EP)                         | Critical Role                                            | 13    | 33    | 6     | 19    | —     | —     | 151   | 42    | —     | —     | —     | 105   | 155   | —     | 123   | —     | сборник переделок известных рождественских песен, исполненных от лица персонажей Critical Role |
| Critical Role Presents: Winter's Crest (A Holiday Album)                            | Critical Role                                            | 16    | 32    | 22    | 93    | —     | —     | 87    | 184   | 60    | —     | —     | —     | —     | —     | —     | —     | расширенная версия Winter's Crest (A Holiday Album EP)                                         |

*виниловый релиз альбома занял первое место на Amazon в разделе «Саундтреки»

### Синглы
| Название                                  | Исполнитель                          | Чарты | Чарты | Чарты | Чарты | Чарты | Чарты | Чарты | Чарты | Чарты | Примечание                                                                                         |
| ----------------------------------------- | ------------------------------------ | ----- | ----- | ----- | ----- | ----- | ----- | ----- | ----- | ----- | -------------------------------------------------------------------------------------------------- |
| Название                                  | Исполнитель                          | US    | GB    | CA    | AU    | DK    | NL    | NZ    | NO    | SE    | Примечание                                                                                         |
| Critical Role Theme Song                  | Джейсон Чарльз Миллер                | —     | —     | —     | —     | —     | —     | —     | —     | —     | заглавная тема первой кампании                                                                     |
| Critical Role Too                         | Джейсон Чарльз Миллер                | —     | —     | —     | —     | —     | —     | —     | —     | —     | заглавная тема второй кампании (до 44 эпизода) — аранжировка Critical Role Theme Song в стиле 80-х |
| Your Turn to Roll (Critical Role Theme)   | Лора Бэйли, Эшли Джонсон и Сэм Ригел | 37    | 52    | 44    | 48    | 78    | 56    | 32    | 54    | 15    | заглавная тема второй кампании (с 44 эпизода)                                                      |
| It’s Thursday Night (Critical Role Theme) | Critical Role                        | 87    | —     | —     | —     | —     | —     | —     | —     | —     | заглавная тема третьей кампании (с 7 эпизода)                                                      |
| Let’s Roll (4-Sided Dive Theme)           | Critical Role                        | —     | —     | —     | —     | —     | —     | —     | —     | —     | заглавная тема шоу 4-Sided Dive                                                                    |
| Pop, Pop                                  | Сэм Ригел                            | —     | —     | —     | —     | —     | —     | —     | —     | —     | промо-сингл в поддержку участия Мариши Рэй в Creator Clash 2                                       |

## Компьютерные игры

### Critical Role Pack(DLC)— дополнение кPillars of Eternity II: Deadfire
DLC, добавляющее вхарактерные реплики и портреты членов Вокс Макины и NPC, созданного Мэттом Мёрсером, торговца Шона Гилмора, в игру. Игрок может изначально создать персонажа, используя эти реплики и портреты, или же в дальнейшем использовать их для создания члена партии-наёмника.

### Коллаборации с косметическими предметами
Critical Role неоднократно участвовала в коллаборациях, позволяющих игрокам использовать косметические предметы, вдохновлённых шоу: подобные предметы были в игре Life Is Strange: True Colors (декор в магазине главной героини), Among Us (скины и предметы одежды), Wayfinder (скины и другие предметы) и Balatro (фигуры игральных карт — персонажи первой кампании) .

## Артбуки

### The Chronicles of Exandria Vol.1: The Tale of Vox Machina
Издательство: Hunters Books
Год выхода: 2017
Сборник фанарта от одних из самых известных и талантливых художников фандома Critical Role, сопровождаемого заметками об изображаемых на работах сюжетных арках. Артбук посвящён сюжету первой кампании вплоть до окончания арки Конклава цвета.

### The Chronicles of Exandria Volume II: The Legend of Vox Machina
Издательство: Hunters Books & Apparel
Год выхода: 2018
Завершающий сборник фанарта, скомпилировавший интерпретации событий с момента победы над Конклавом цвета и вплоть до окончания первой кампании.

### The Chronicles of Exandria: The Mighty Nein Part One
Издательство: Dark Horse Books
Год выхода: 2020
Оформленный как «журнал изысканий» персонажа Мариши Рэй во второй кампании, монахини ордена «Душа Кобальта» Борегар Лайонетт, сборник фанарта, посвящённый первой трети второй кампании, с сюжетными заметками.

### The Chronicles of Exandria—The Mighty Nein Part Two
Издательство: Dark Horse Books
Год выхода: 2025
Сборник фанарта, охватывающий вторую треть второй кампании Critical Role, с заметками от лица NPC, продавщицы книг Айвы Дешин.

### The Art of The Legend of Vox Machina
Издательство: Dark Horse Books
Год выхода: 2024
Артбук, посвящённый художественному оформлению анимационного сериала The Legend of Vox Machina, в котором, помимо прочего, был показан эксклюзивный концепт-арт персонажей мультфильма и прочие наброски и истории о создании дизайна шоу от художников Titmouse Animation.

### Critical Role: The Armory of Heroes
Автор: Мартин Кахилл
Издательство: Insight Editions
Год выхода: 2025
Артбук с дизайнами оружия, брони и артефактов трёх знаменитых партий Critical Role: Вокс Макины, Могучей Девятки и Латунного Круга.

### A Decade of Destiny: The Critical Role Collection
Автор: Эми Чейз
Издательство: Sideshow Collectibles
Год выхода: 2026
Артбук о создании дизайнов персонажей Critical Role для артов и фигурок, выпущенных Sideshow Collectibles.